# Tramitichromis variabilis
Tramitichromis variabilis är en fiskart som först beskrevs av Trewavas, 1931.  Tramitichromis variabilis ingår i släktet Tramitichromis och familjen Cichlidae. IUCN kategoriserar arten globalt som livskraftig. Inga underarter finns listade i Catalogue of Life.